# Гауссов год
Гауссов год — сидерический период вращения по невозмущённой круговой орбите радиусом в 1 астрономическую единицу материальной точки с пренебрежимо малой массой вокруг точечного объекта с массой в 1 массу Солнца. Равен 365,256898326 суток.